# Giebelstadt
Giebelstadt település Németországban, azon belül Bajorországban. Lakosainak száma 5743 fő (2023. december 31.). Giebelstadt Geroldshausen, Kirchheim, Reichenberg, Gaukönigshofen, Ochsenfurt, Bütthard és Sonderhofen községekkel határos.

## Népesség
A település népessége az elmúlt években az alábbi módon változott:
| Lakosok száma | 708  | 2504 | 2185 | 3642 | 5187 | 5269 | 5446 | 5512 | 5559 | 5743 |
|               | 1875 | 1950 | 1975 | 1987 | 2012 | 2014 | 2016 | 2017 | 2021 | 2023 |